# Personální audit
Personální audit neboli audit lidských zdrojů je komplexní metoda k přezkoumání zavedených zásad, postupů, dokumentace a systémů v oblasti lidských zdrojů. Toto přezkoumání pomáhá identifikovat potřeby pro zlepšení a zlepšení funkce lidských zdrojů. Kromě toho audit pomáhá posoudit dodržování neustále se měnících pravidel a předpisů.
Postup zahrnuje systematické přezkoumání všech aspektů lidských zdrojů, obvykle pomocí kontrolního seznamu.

## Kontrola personálního auditu
Kontrola personálního auditu zahrnuje
- Nábor a nástup zaměstnanců
- Odměňování a poskytované benefity
- Proces hodnocení výkonu a produktivity
- Popis a náplň práce
- Přezkum personálních souborů a dat

Účelem personálního auditu je rozpoznat silné stránky a identifikovat jakékoli potřeby zlepšení ve fungování lidských zdrojů. Řádně provedený audit odhalí problémové oblasti a poskytne doporučení a návrhy k nápravě těchto problémů.

## Důvody pro provedení přezkumu
Některé z důvodů pro provedení přezkumu zahrnují
- Zajištění efektivního využití lidských zdrojů organizace
- Kontrola dodržování předpisů ve vztahu ke správě organizace
- Celková stav důvěry v řízení a fungování lidských zdrojů
- Reputace a atmosféra v organizaci
- Provedení kontroly pro akcionáře nebo potenciální investory a vlastníky
- Stanovení strategie pro budoucí zlepšení oblastí

Vzhledem k mnoha zákonům, které ovlivňují každou fázi pracovního procesu, je důležité, aby zaměstnavatel pravidelně prováděl personální analýzu svých politik a postupů. To pomáhá identifikovat problémy s dodržováním předpisů, pokud existují, a vyhýbá se potenciálně nákladným pokutám anebo soudním sporům.
Personální audit může provádět pouze zkušený personální auditor, jehož kompetence pro výkon této činnosti musí splňovat odborné a osobnostní předpoklady.

## Cíle personálního auditu
Klíčovou podmínkou správnosti provedení personálního auditu je volba vhodného personálního auditora. V žádném případě by se nemělo jednat o interní zaměstnance firmy. Mezi hlavní důvody k externímu zajištění personálního auditu patří:
- Objektivita, kdy auditor pocházející z prostředí mimo auditovanou firmu si lépe zachová svou objektivitu, než člověk, který je součástí auditované organizace.
- Důvěryhodnost, kdy personální audit provedený externí poradenskou firmou má nejen u zaměstnanců dané firmy, ale i u partnerských firem větší důvěru, než kdyby byl vypracován interními zaměstnanci.

### Analýza stavu organizace a činností či procesů
- Odborné posouzení, zda profesní struktura i kompetence zaměstnanců všech kategorií odpovídají definovaným firemním potřebám, strategii a cílům.
- Objevování a nalezení dalšího potenciálu rozvoje zaměstnanců.
- Odborné posouzení a zjištění vytíženosti zaměstnanců.

## Oblasti personálního auditu
- Analýza problémů fluktuace zaměstnanců.
- Sběr dat o aktuálním stavu kultury.
- Sběr dat o aktuálním stavu motivace zaměstnanců.
- Analýza vnitrofiremního prostředí z pohledu vztahů a celkové komunikace.
- Zhodnocení stávajících zaměstnanců z hlediska jejich osobnostních charakteristik a požadavků na danou pozici.
- Zhodnocení pracovní vytíženosti na jednotlivých pracovních pozicích a v návaznosti na to doporučení optimalizace počtu zaměstnanců.
- Zhodnocení využívání pracovních nástrojů a pracovního času.
- Další možná témata na klíč a k řešení personálních problémů.
- Analýza kariérního plánování a rozvoje jednotlivých zaměstnanců.

## Metody personálního auditu
- Posuzování aktuální pracovní náplně auditovaných osob.
- Kontrola pracovních podmínek – hodnocení, vzdělávání, pracovní doba atd.
- Procesní mapy, popis prováděných procesů do 1. úrovně, v případě procesního auditu se pokračuje až do 3. úrovně.
- Podrobná SWOT analýza – klíčová analýza, která vede k odhalení silných a slabých stránek, příležitostí a rizik (hrozeb) v prostředí, kde firma nebo organizace působí.
- Řízené párové rozhovory, které slouží ke zjištění a validaci informací. Rozhovory mají pevnou strukturu obsahující otevřené a cílené otázky včetně křížového ověření odpovědí u dalších zaměstnanců. Schopnost křížového ověřování je klíčové pro objektivnost informací z personálního auditu.
- Snímek pracovního dne v organizacích slouží k získání objektivních údajů o využití pracovního času.
- Pozorování na pracovišti doplňuje metodu denních snímků a řízených rozhovorů.
- Pozorování na pracovišti – může být zvolena metoda mystery shoppingu nebo stínování na pracovišti zaměstnance. Obě tyto metody slouží ke zjištění kvality i kvantity prováděných pracovních činností.
- Mystery shopping – „Utajený nákup“ provádí personální auditor, který se vydává za zákazníka nebo klienta společnosti a provádí fiktivní nákup nebo poptává službu, řeší reklamaci apod.
- Stínování – personální auditor je přítomen na pracovišti a pozoruje pracovníky při práci. Zapisuje si časové údaje jednotlivých činností a aktivit, popřípadě kvalitu poskytovaných služeb směrem k zákazníkovi nebo klientovi ať osobně nebo po telefonu, případně emailem.